# Constempellina bita
Constempellina bita är en tvåvingeart som beskrevs av Pankratova 1983. Constempellina bita ingår i släktet Constempellina och familjen fjädermyggor. Inga underarter finns listade i Catalogue of Life.